# Yuliya Shvayger
Yuliya Shvayger (ukrainisch Юлія Швайгер; * 20. Oktober 1994 in Winnyzja, Ukraine) ist eine israelische Schachspielerin ukrainischer Herkunft, die seit März 2012 für den israelischen Schachverband spielt.

## Leben
Yuliya Shvayger besuchte nach ihrem Umzug nach Israel die Mevo’ot Hanegev High School im Kibbuz Schoval. Im Oktober 2014 heiratete sie den Schachgroßmeister Arkadij Naiditsch. Die Ehe ist mittlerweile geschieden.

## Erfolge
Im März 2008 gewann sie in Odessa die ukrainische U16-Meisterschaft der weiblichen Jugend, im Februar 2010 in Kiew die ukrainische U18-Meisterschaft der weiblichen Jugend. Im Dezember 2018 gewann Naiditsch in Ma’alot die israelische Frauenmeisterschaft. Beim Grenke Chess Open A im April 2019 wurde Yuliya Shvayger beste Frau.
Für die israelische Frauennationalmannschaft nahm sie seit 2012 an allen Schacholympiaden teil und spielte dabei 2012 in Istanbul am Reservebrett, 2014 in Tromsø am zweiten Brett, 2016 in Baku sowie 2018 in Batumi jeweils am ersten Brett. Bei der Mannschaftseuropameisterschaft der Frauen 2013 in Warschau hatte sie hinter Anne Haast und Bela Chotenaschwili das drittbeste Ergebnis aller Spielerinnen am vierten Brett, bei den Mannschafts-EM 2017 und 2019 spielte sie am Spitzenbrett der israelischen Frauenmannschaft.
Sie ist Mitglied der Association of Chess Professionals (ACP). Ihr Verein in Israel ist der Be’er Scheva Chess Club, mit dem sie auch am European Club Cup der Frauen 2018 teilnahm. In Deutschland spielt Naiditsch seit 2014 für die SF Deizisau zunächst in der Oberliga Württemberg sowie seit der Saison 2015/16 außerdem in der Frauenbundesliga. In der chinesischen Mannschaftsmeisterschaft spielte sie 2017 für die Mannschaft von Chengdu und 2018 für die Mannschaft von Shenzhen-Longgang. In der spanischen Mannschaftsmeisterschaft spielte Naiditsch 2017 für Gros Xake Taldea, in der französischen Top 12 der Frauen 2019 für Stanislas Echecs aus Nancy.

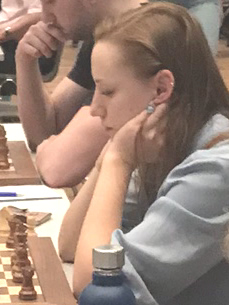
Yuliya Shvayger, Grenke Chess Open 2019

Seit Mai 2013 trägt Yuliya Naiditsch den Titel Internationaler Meister der Frauen (WIM). Die Normen hierfür erzielte sie alle mit Übererfüllung: bei der Schacholympiade 2012, der israelischen Mannschaftsmeisterschaft 2013 sowie dem 29. Open in Cappelle-la-Grande im März 2013. Im März 2016 wurde für sie der Titel Großmeister der Frauen (WGM) beantragt mit erfüllten Normen beim ZMD-Open in Dresden im August 2013, bei der Mannschaftseuropameisterschaft der Frauen im November 2013, beim 30. Cappelle-la-Grande-Open im März 2014 und in Gibraltar im Februar 2016. Der Titel konnte ihr aber erst 2017 verliehen werden. Im Oktober 2017 wurde Naiditsch der Titel eines Internationalen Meisters (IM) verliehen, die erforderlichen Normen erfüllte sie im Juni 2016 bei der Europameisterschaft der Frauen in Mamaia, im Oktober 2016 beim Chess.com Isle of Man International Masters in Douglas sowie im Februar 2017 beim Tradewise Gibraltar Chess Festival.
Sie führt die israelische Elo-Rangliste der Frauen an.
| Hier fehlt eine Grafik, die leider im Moment aus technischen Gründen nicht angezeigt werden kann. Wir arbeiten daran! |